# Lauren Lyle
Lauren Lyle (Escócia, 12 de julho de 1993) é uma atriz escocesa mais conhecida por seu papel como Marsali MacKimmie Fraser no drama de televisão da Starz, Outlander.

## Biografia
Lyle nasceu em 12 de julho de 1993 na Escócia. Lyle não frequentou a escola formal de teatro; em vez disso, ela foi aceita no programa de atuação do National Youth Theatre em 2015. O programa é altamente competitivo e aceita cerca de quinze ou dezesseis atores com menos de vinte e cinco anos para trabalhar em uma série de peças representadas no West End de Londres no outono daquele ano.

## Carreira
O primeiro papel profissional de Lyle, em 2013, foi o curta-metragem WhosApp da Action On the Side, que tem como foco os resultados do uso de um novo aplicativo de namoro. No ano seguinte, ela estrelaria novamente um curta-metragem da Action On the Side intitulado Office Ugestu, que conta a história de um azarento que está tentando deixar o emprego.
Em 2015, Lyle foi aceita no programa de representantes do National Youth Theatre, atuando em três peças durante a temporada.  Ela apareceu como Catherine em Wuthering Heights, Diane em Consensual, e o príncipe de Aragão na peça de Shakespeare, O Mercador de Veneza. Mais tarde naquele ano, ela se juntou ao escritor Peter Own Brook em seu curta-metragem ...And You're Back in The Room. Sua primeira aparição na televisão foi na BBC Three, na comédia Comedy Feeds, onde Lyle apareceu em um episódio da quarta temporada intitulado "Radges". Ela fechou o ano apresentando em The New Hope uma adaptação de Dom Quixote Parte I. de Cervantes. 
O drama médico de longa duração Holby City apresentou Lyle como Katherine Rice no episódio dezoito "Who You Are" (2016).   Ela também apareceu em três episódio, ao lado de Sean Bean, no premiado drama da BBC, Broken. Em 2017, Lyle estreou no papel recorrente de Marsali MacKimmie Fraser no drama de viagem no tempo da Starz, Outlander, baseado na série de livros best-sellers de Diana Gabaldon com o mesmo nome. Voltando às suas raízes no National Youth Theatre, Lyle apareceu no documentário de televisão Stage Direction para discutir suas experiências com o programa.  Em 2018, estrelou a adaptação cinematográfica do romance de Fiona Shaw, Tell It to the Bees, ao lado de Anna Paquin e Holliday Grainger, e no curta de estreia de Lily Rose Thomas, Girls Who Drink.
No início de 2020, Lyle começou a apresentar o podcast She's a Rec'. Em cada episódio, Lyle entrevista uma convidada sobre os "álbuns, filmes, livros e heroínas que mais influenciaram suas vidas.

## Filmografia

### Televisão
| Ano             | Título           | Personagem               | Emissora       | Notas                         |
| --------------- | ---------------- | ------------------------ | -------------- | ----------------------------- |
| 2015            | BBC Comedy Feeds | Lauren                   | BBC Three      | Episódio: "Radges"            |
| 2016            | Holby City       | Katherine Rice           | BBC One        | Episódio: "Who You Are"       |
| 2017            | Broken           | Chloe Demichelis         | BBC            | 3 episódios                   |
| 2017 – Presente | Outlander        | Marsali MacKimmie Fraser | Starz          | Papel principal, 19 episódios |
| 2017            | Stage Direction  | Ela própria              | Rabbit & Snail | Documentário de televisão     |

### Cinema
| Ano  | Título                         | Personagem    | Notas       |
| ---- | ------------------------------ | ------------- | ----------- |
| 2013 | WhosApp                        | Grace Timms   | Filme curto |
| 2014 | Office Ugetsu                  | Annie         | Filme curto |
| 2015 | ...And You're Bacl in the Room | Irmã          | Filme curto |
| 2015 | The New Hope                   | Donzela       |             |
| 2018 | Tell It To the Bees            | Annie Kranmer |             |
| 2018 | Girls Who Drink                |               | Filme curto |

### Teatro
| Ano  | Título             | Personagem          | Diretor     | Teatro              |
| ---- | ------------------ | ------------------- | ----------- | ------------------- |
| 2014 | The Crucible       | Ensemble            | Yaël Farber | Teatro Old Vic      |
| 2015 | Wuthering Heights  | Catherine           | Emily Lin   | Ambassadors Theatre |
| 2015 | Consensual         | Diane               | Pia Furtado | Ambassadors Theatre |
| 2015 | Merchant of Venice | Príncipe de Arragon | Anna Niland | Ambassadors Theatre |